# 冷欣
冷欣（1900年11月7日—1987年2月6日），字容庵，江苏省兴化市人。中华民国政治人物。

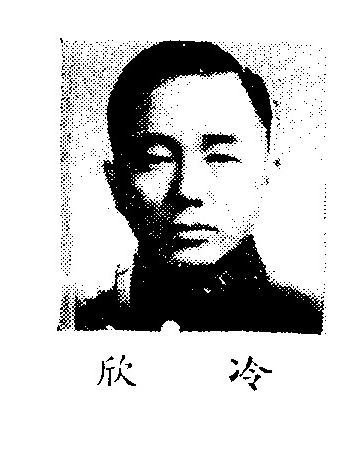

## 生平
1944年，出任中国陆军总部军务处处长，中国战区中国陆军总司令部中将副参谋长。战后，获三等宝鼎勋章，忠勤奖章及美国自由勋章。黄埔学校第一期毕业生。

## 芷江受降
1945年8月21日的芷江受降仪式上，盟军方面的代表萧毅肃居中，左为冷欣中将，右为美军中国战区作战司令部参谋长柏德諾准将。日方代表是今井武夫，作为日军司令官冈村宁次的代表。9月9日，冷欣中將代表將日本降書獻給中國戰區統帥蔣介石:197。

## 桑梓兴教
1947年春，为了表示永远不忘母亲养育之思，他回故乡安葬亡母，在拜访老师的时候得知兴化教育落后，因此筹办兴化“私立念劬中学”，造福桑梓。

## 台湾治史
1959年9月，以陆军中将衔退役。退役后活跃在历史研究领域。1964年后，应聘任东吴大学、中国文化大学教授，讲授近代史。台湾当代史学名家，多与他有深厚友谊。他研究近代史，因为很多史实，都有亲身经历，颇多第一手史料与创见，极具权威性。因此又被聘兼任国防研究院讲座，并被聘为文化大学华冈教授（终身教授），除应得钟点费外，月领研究费一万元，以示礼遇，冷欣引以为荣。冷欣曾著有《汉高祖之成功战略》、《明太祖成功的战略》等文，其中《明太祖成功的战略》一文，于1968年8月，在国际华学会议上宣读。在他的这些著述中，立论严谨，有些识见甚为精辟。